# غملول درداري
الغملول الدرداري أو الغملول الجولقي (باللاتينية: Acantholimon ulicinum) نوع نباتي يتبع جنس الغملول من الفصيلة الرصاصية.

## الموئل والانتشار
موطنه المشرق العربي وتركيا وأرمينيا والبلقان.